# Betty Kaunda

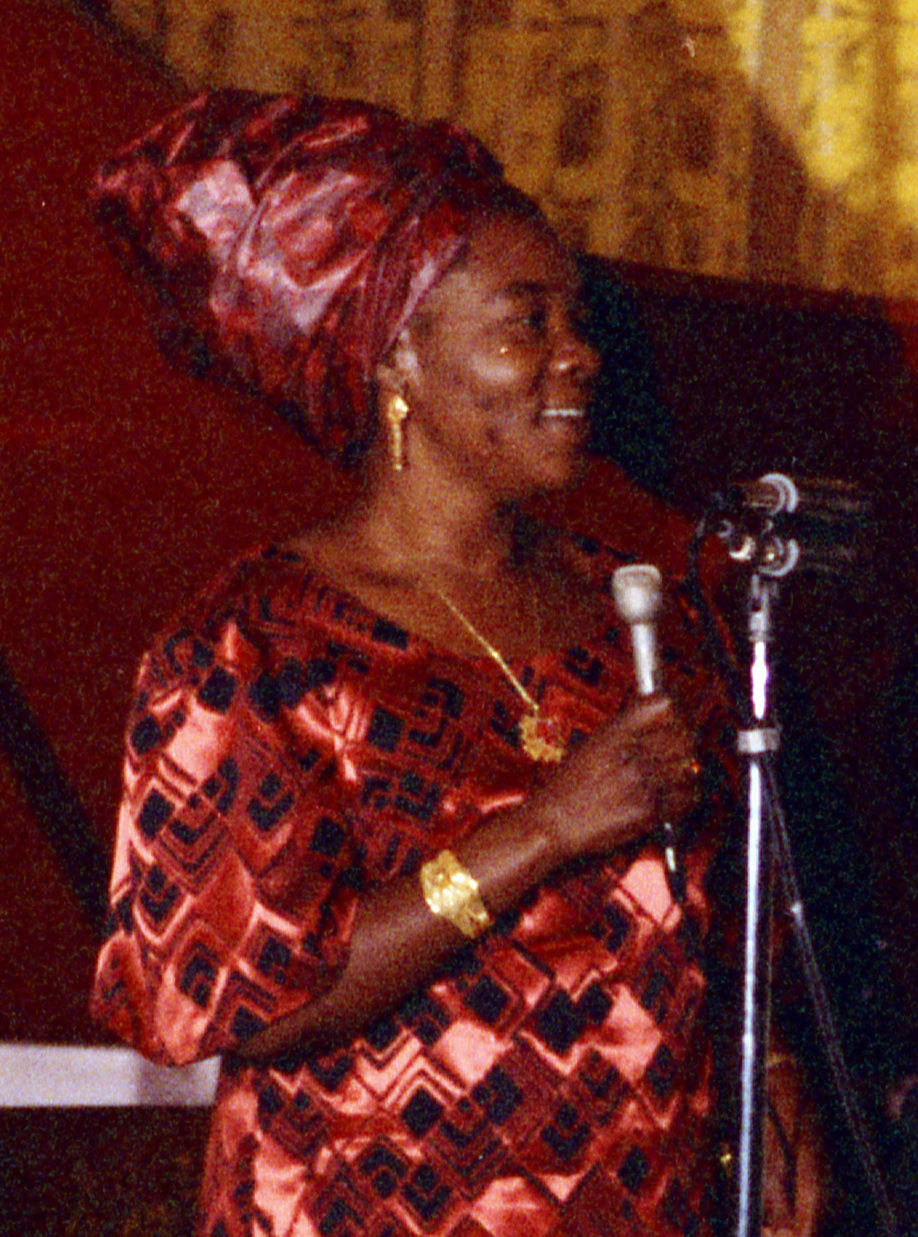
Betty Kaunda (1975)

Betty Kaunda (* 17. November 1928 in Chinsali als Beatrice Kaweche Banda; † 19. September 2012 in Harare) war die Ehefrau des sambischen Präsidenten Kenneth Kaunda und First Lady Sambias von 1964 bis 1991.

## Leben
Betty, die Tochter von Kaweche Banda und Milika Sakala Banda, wuchs in Mpika auf. Nach ihrer Ausbildung bei der Mindolo Ecumenical Foundation arbeitete sie als Lehrerin in Mufulira. Im Jahr 1946 heiratete sie Kenneth Kaunda. Im Mai 2012 wurde sie von Präsident Michael Sata für ihren Beitrag zum Unabhängigkeitskampf ausgezeichnet. 2012 starb sie in Harare.

## Ehrungen
- 1977: Honorary Freeman für Verdienste um die demokratische Kommunalverwaltung (verliehen am 19. Mai 1977) von der sambischen Stadt Ndola.[2]